# Peam Chor
Huyện Peam Chor (tiếng Khmer: ស្រុកពាមជរ) là một huyện nằm ở tỉnh Prey Veng, đông nam Campuchia. Dân số năm 1998 của huyện này là 66.413 người.
Người Việt gọi địa danh này là Bìm Cho.
Huyện Peam Chor gồm 10 xã: 
- Angkor Angk: Angkor Angk, Preaek Traeng, Veal Robang Kraom, Veal Robang Leu
- Kampong Prasat: Ta Huy, Ta Paeu, Krang Krouch, Tuek Vil, Kampong Prasat
- Kaoh Chek: Mean Chey, Kaoh Chek, Kaoh Peam Reang, Spean
- Kaoh Roka: Svay Chrum, Dei Srot, Prey Thmei, Kaoh Roka
- Kaoh Sampov: Pou Thmei, Ampov Prey, Svay Andoung, Tuol Sang, Khsach
- Krang Ta Yang: Chrey Otdam, Krang Chen, Krang Prey Phdau, Krang Ta Yang, Krang Skar, Pring, Pong Tuek, Roka Doh
- Preaek Krabau: Otdam, Otdong, Preaek Krabau
- Preaek Sambuor: Khpob, Sambuor, Preaek Chrov
- Ruessei Srok: Peaen, Ta Sou, Ta Pung, Ruessei Srok, Edth, Chheu Teal, Svay Chek, Prey Moan, Boeng Aksar, Pou Khpos, Krang Poun
- Svay Phluoh: Sangkruoh, Sameakki, Bang'aek.